# Det Dramatiske Selskab (Danmark)
Ej att förväxla med Det Dramatiske Selskab
Det Dramatiske Selskab var en dansk akademi verksam i Köpenhamn 1777–1779. Det var ett pionjärsällskap som utövade stor betydelse för utvecklingen av skådespelarkonsten under sin korta verksamhetstid. 
Sällskapet bestod av skådespelare anställda vid Det Kongelige Teater, och dess syfte var att uppföra testskådespel samt erbjuda sina kolleger konstruktiv kritik på deras föreställningar, vid en tidpunkt då det inte fanns någon professionell kritik eller organiserad skådespelarutbildning i Danmark. 
Sällskapet grundades av Frederik Schwarz, Niels Hansen, Jacob Arends och Michael Rosing, med Schwarz som ordförande, och många av deras generations aktörer vid teatern var medlemmar. Frederik Schwarz grundade sällskapet efter ett studiebesök i Paris under inspiration för vad han hade sett där.  
Sällskapet framförde kritik både av sina egna medlemmar men också av teatern i stort, med utgångspunkt från samtida teaterkonst, med syftet att höja kvaliteten på skådespelet. Deras verksamhet var uppskattad och uppmuntrad av teatern, och det resulterade i att en organiserad elevskola grundades för teatern år 1779, då sällskapet upplöstes. 